# Ba F.C.
Ba F.C. là một câu lạc bộ bóng đá Fiji thi đấu ở Giải bóng đá vô địch quốc gia Fiji của Hiệp hội bóng đá Fiji. Đội bóng đến từ Ba. Họ có biệt danh Men in Black. Sân nhà của đội bóng là Govind Park. Trang phục của đội gồm áo đen, quần đen, tất đen.

## Lịch sử
Ba FC xuất hiện cùng với sự thành lập của Hiệp hội bóng đá Ấn Độ Ba năm 1935. Điều này xảy ra nhờ nỗ lực của nhà giáo dục học, Ami Chandra và sự hỗ trợ của Colonial Sugar Refining Company, công ty sở hữu cánh đồng mía lớn ở Ba. Năm 1940 có 4 đội bóng tham gia ở giải địa phương, và đến thập niên 1950 thì có thêm nhiều đội bóng tham gia hơn. Đội bóng tham gia giải đấu được tổ chức bởi Northern District Association với các đội bóng đến từ các quận tây bắc của Viti Levu. Khi Hiệp hội bóng đá Ấn Độ Fiji thành lập năm 1938, Ba là một trong những thành viên đầu tiên. Năm 1962 Hiệp hội bóng đá Ấn Độ Fiji đổi tên thành Hiệp hội bóng đá Fiji và Hiệp hội bóng đá Ấn Độ Ba đổi tên thành Hiệp hội bóng đá Ba để cầu thủ ở mọi chủng tộc đều có thể gia nhập Ba FC. Hiện tại đội bóng dược tài trợ bởi 4R Electric.

## Cầu thủ

### Đội hình hiện tại
Đội hình thi đấu Giải bóng đá vô địch các câu lạc bộ châu Đại Dương 2014-15
Ghi chú: Quốc kỳ chỉ đội tuyển quốc gia được xác định rõ trong điều lệ tư cách FIFA. Các cầu thủ có thể giữ hơn một quốc tịch ngoài FIFA.
| Số | VT | Quốc gia | Cầu thủ            |
| -- | -- | -------- | ------------------ |
| 1  | TM | Tuvalu   | kavanu koe         |
| 2  | TV | Fiji     | Avinesh Suwamy     |
| 3  | TV | Fiji     | Meli Codro         |
| 4  | HV | Fiji     | Manasa Nawakula    |
| 5  | TV | Fiji     | Ronil Kumar        |
| 6  | HV | Fiji     | Jone Vesikula      |
| 7  | TV | Fiji     | Laisenia Raura     |
| 8  | TV | Fiji     | Jonetani Buksh     |
| 9  | TĐ | Fiji     | Abbu Zahid Shaheed |
| 10 | TĐ | Fiji     | Mavileko Nakama    |
| 11 | HV | Fiji     | Alvin Singh        |
| 12 | HV | Fiji     | Remueru Tekiate    |

| Số | VT | Quốc gia         | Cầu thủ           |
| -- | -- | ---------------- | ----------------- |
| 13 | TV | Fiji             | Kiniviliame Naika |
| 14 | TV | Fiji             | Shameel Rao       |
| 15 | TĐ | Fiji             | Saula Waqa        |
| 16 | TV | Fiji             | Malakai Tiwa      |
| 17 | TV | Fiji             | Narendra Rao      |
| 18 | HV | Nhật Bản         | Maria Ozawa       |
| 19 | HV | Fiji             | Josefata Neibuli  |
| 20 | TV | Fiji             | James Hoyt        |
| 21 | TM | Fiji             | Shaneel Naidu     |
| 29 | TV | Anh              | Jameson Nguyen    |
| 22 | TĐ | Cộng hòa Nam Phi | Keegan Linderboom |

### Đội trẻ
Ghi chú: Quốc kỳ chỉ đội tuyển quốc gia được xác định rõ trong điều lệ tư cách FIFA. Các cầu thủ có thể giữ hơn một quốc tịch ngoài FIFA.
| Số | VT | Quốc gia | Cầu thủ              |
| -- | -- | -------- | -------------------- |
| 1  | TM | Fiji     | Misiwani Nairube     |
| 2  | TM | Fiji     | Ratu Yavala          |
| 3  | HV | Fiji     | Praneel Naidu        |
| 4  | HV | Fiji     | Jope Masibalavu      |
| 5  | HV | Fiji     | Sakaraia Naisua      |
| 6  | HV | Fiji     | Rupeni Rabici        |
| 7  | HV | Fiji     | Josefa Koroi         |
| 8  | HV | Fiji     | Suliano Tawananakoro |
| 9  | HV | Fiji     | Maikeli Ketewai      |
| 10 | TV | Fiji     | Manasa Nawakula      |

| Số | VT | Quốc gia | Cầu thủ        |
| -- | -- | -------- | -------------- |
| 11 | TV | Fiji     | Narendra Rao   |
| 12 | TV | Fiji     | Ravnit Chand   |
| 13 | TV | Fiji     | Jonetani Buksh |
| 14 | TĐ | Fiji     | Mohamed Mobeen |
| 16 |    | Fiji     | Shaneel Naidu  |
| 17 |    | Fiji     | Waisea Yavala  |
| 18 |    | Fiji     | Avneel Kumar   |
| 19 |    | Fiji     | Paulo Buke     |
| 20 |    | Fiji     | Saula Waqa     |
| 21 |    | Fiji     | Junior Shazil  |

## Nhân sự
Chủ tịch Rishi Kumar
Thư ký Iliyaz Khan
Phó Chủ tịch
 Rakesh Sharma
 Rajesh Kumar
 Rynal Kumar
 Ashwak Ali
 Rosy Akbar
Huấn luyện viên
 Imdad Ali
Quản lý
 Arvind Singh

## Thành tích
- League Championship (cho các Quận): 20

1977, 1979, 1986, 1987, 1992, 1994, 1995, 1999, 2001, 2002, 2003, 2004, 2005, 2006, 2008, 2010, 2011, 2012, 2013, 2016
- Giải bóng đá vô địch liên quận: 24

1961, 1963, 1966, 1967, 1968, 1970, 1975, 1976, 1977, 1978, 1979, 1980, 1982, 1986, 1991, 1996, 1997, 2000, 2003, 2004, 2006, 2007, 2013, 2015
- Battle of the Giants: 15

1979, 1981, 1984, 1990, 1992, 1993, 1998, 1999, 2000, 2001, 2006, 2007, 2008, 2009, 2012, 2013
- Fiji Football Association Cup Tournament: 8

1991, 1997 (chia danh hiệu với Labasa), 1998, 2004, 2005, 2006, 2007, 2010
- Champions versus Champions Tournament: 17

1993-2006, 2008, 2011, 2012
Ghi chú: Không có giải bóng đá nào tổ chức năm 1987

## Thành tích ở các giải đấu OFC
- Giải bóng đá vô địch các câu lạc bộ châu Đại Dương: 8 lần tham gia

Thành tích tốt nhất: Chung kết năm 2007
1987: Hạng ba
2005: Vòng sơ loại
2007: Chung kết
2008: thứ 3 ở Bảng B
2009: thứ 3 ở Bảng B
2012: thứ 3 ở Bảng A
2013: Bán kết
2014: Bán kết

## Tiểu sử
- M. Prasad, Sixty Years of Soccer in Fiji 1938–1998: The Official History of the Fiji Football Association, Fiji Football Association, Suva, 1998.